# Кампу-Майор (Пиауи)

Кампу-Майор на карте штата.

Кампу-Майор (порт. Campo Maior) — муниципалитет в Бразилии, входит в штат Пиауи. Составная часть мезорегиона Северо-центральная часть штата Пиауи. Входит в экономико-статистический микрорегион Кампу-Майор. Население составляет 45 177 человек на 2010 год. Занимает площадь 1675,713 км². Плотность населения — 26,96 чел./км².

## Демография
Согласно сведениям, собранным в ходе переписи 2010 г. Национальным институтом географии и статистики (IBGE), население муниципалитета составляет:
| Полное население                               | Полное население                               | Полное население                               | Полное население                               | 45 177 |
| ---------------------------------------------- | ---------------------------------------------- | ---------------------------------------------- | ---------------------------------------------- | ------ |
| в том числе:                                   | Городское население                            | 33 521                                         | Процент городского населения, %                | 74,20  |
|                                                | Сельское население                             | 11 656                                         | Процент сельского населения, %                 | 25,80  |
|                                                | Мужское население                              | 21 781                                         | Процент мужского населения, %                  | 48,21  |
|                                                | Женское население                              | 23 396                                         | Процент женского населения, %                  | 51,79  |
| Плотность населения, чел/км²                   | Плотность населения, чел/км²                   | Плотность населения, чел/км²                   | Плотность населения, чел/км²                   | 26,96  |
| Население муниципалитета в % к населению штата | Население муниципалитета в % к населению штата | Население муниципалитета в % к населению штата | Население муниципалитета в % к населению штата | 1,45   |

По данным оценки 2016 года, население муниципалитета — 45 971 житель.

## История
Город основан 8 августа 1762 года. 

## Статистика
- Валовой внутренний продукт на 2004 год составляет 119 399 000,00 реалов (данные: Бразильский институт географии и статистики).
- Валовой внутренний продукт на душу населения на 2004 год составляет 2846,00 реалов (данные: Бразильский институт географии и статистики).
- Индекс развития человеческого потенциала на 2000 год составляет 0,675 (данные: Программа развития ООН).

## География
Климат местности: тропический.

## Галерея

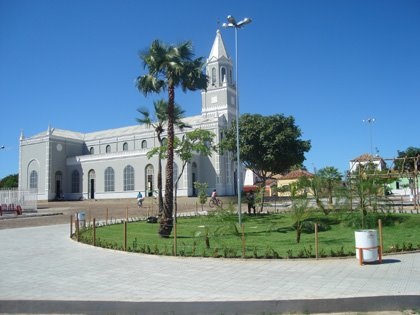
Собор
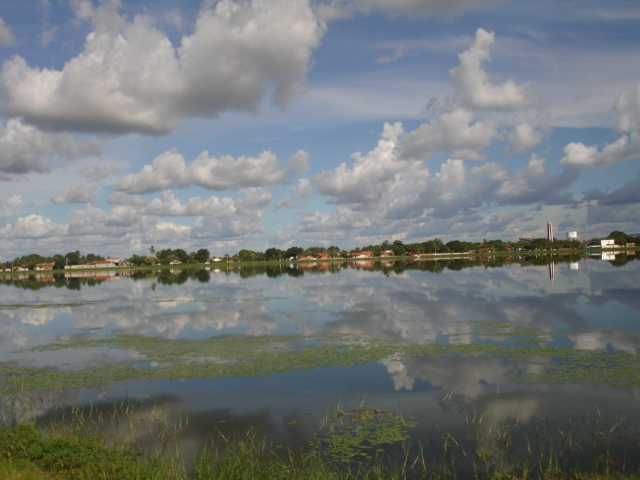
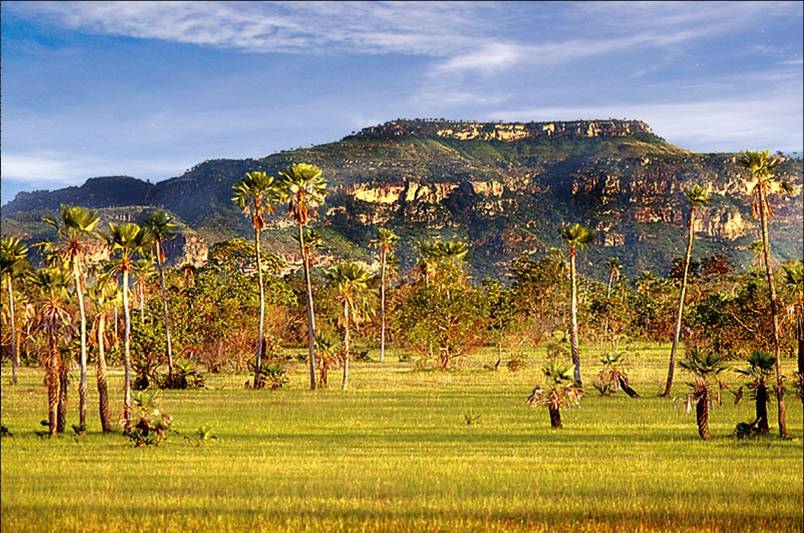
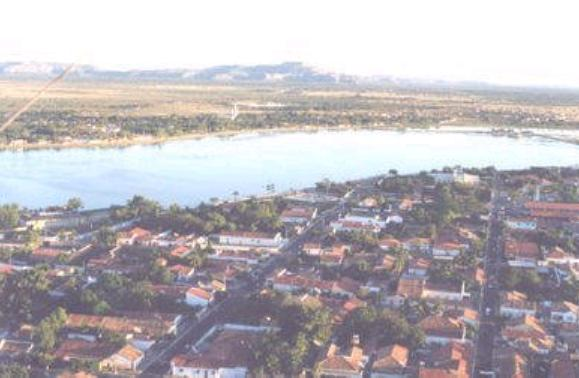
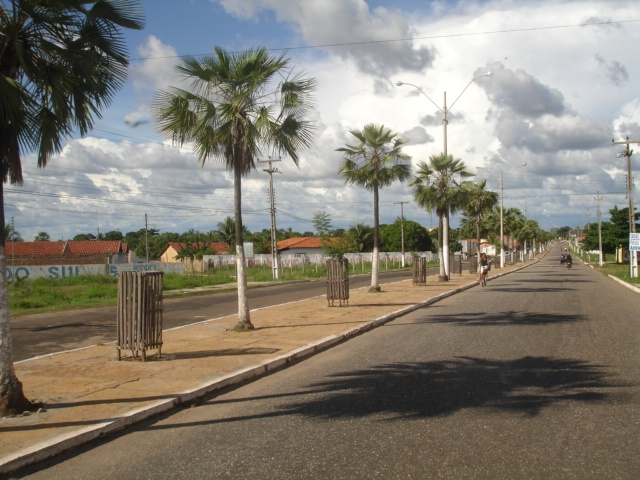
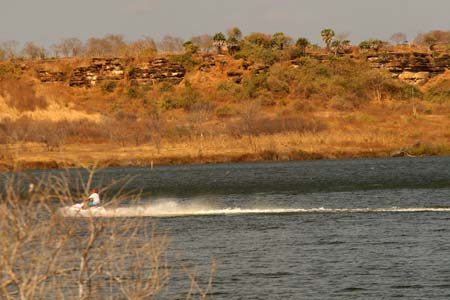
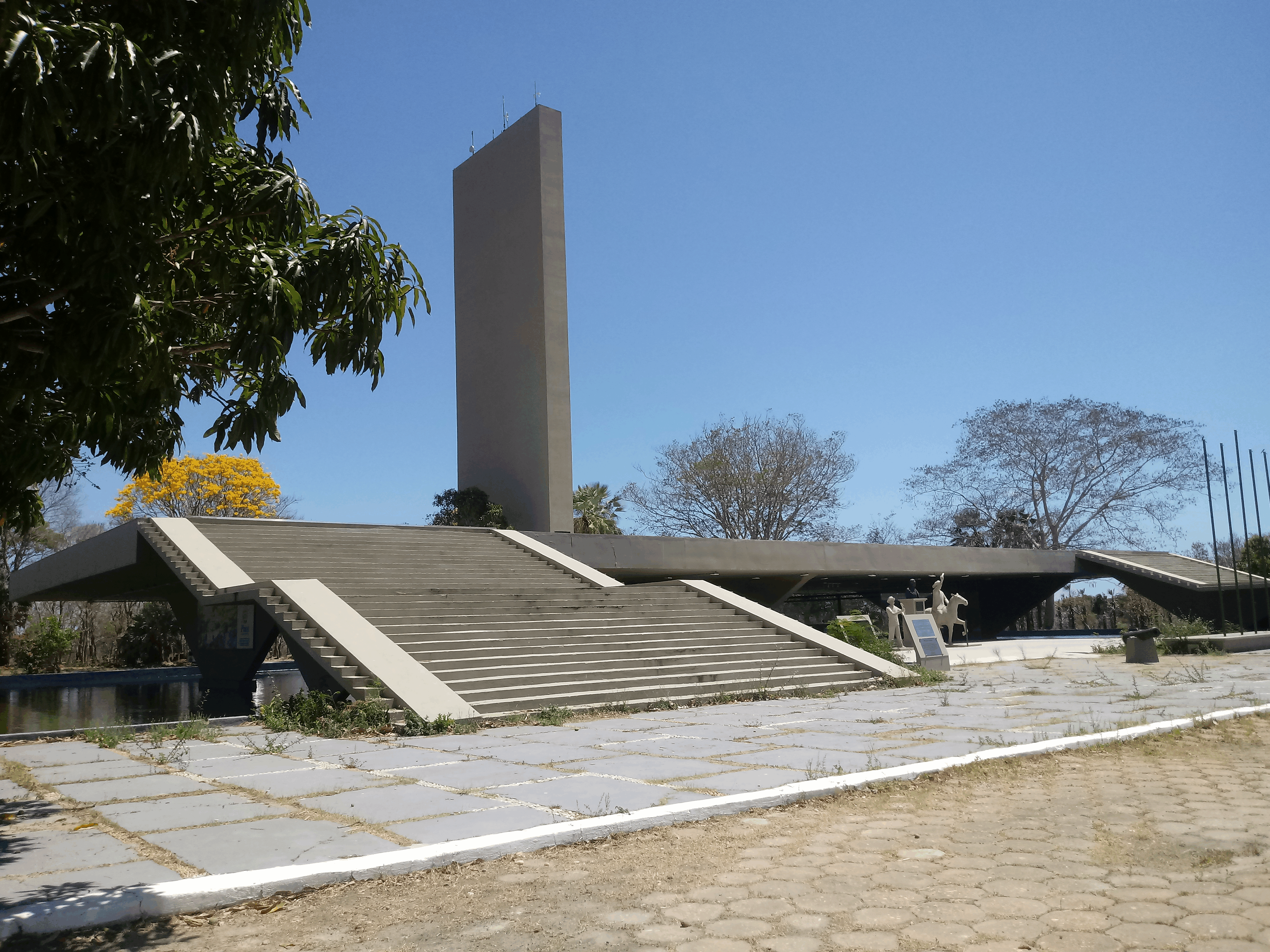
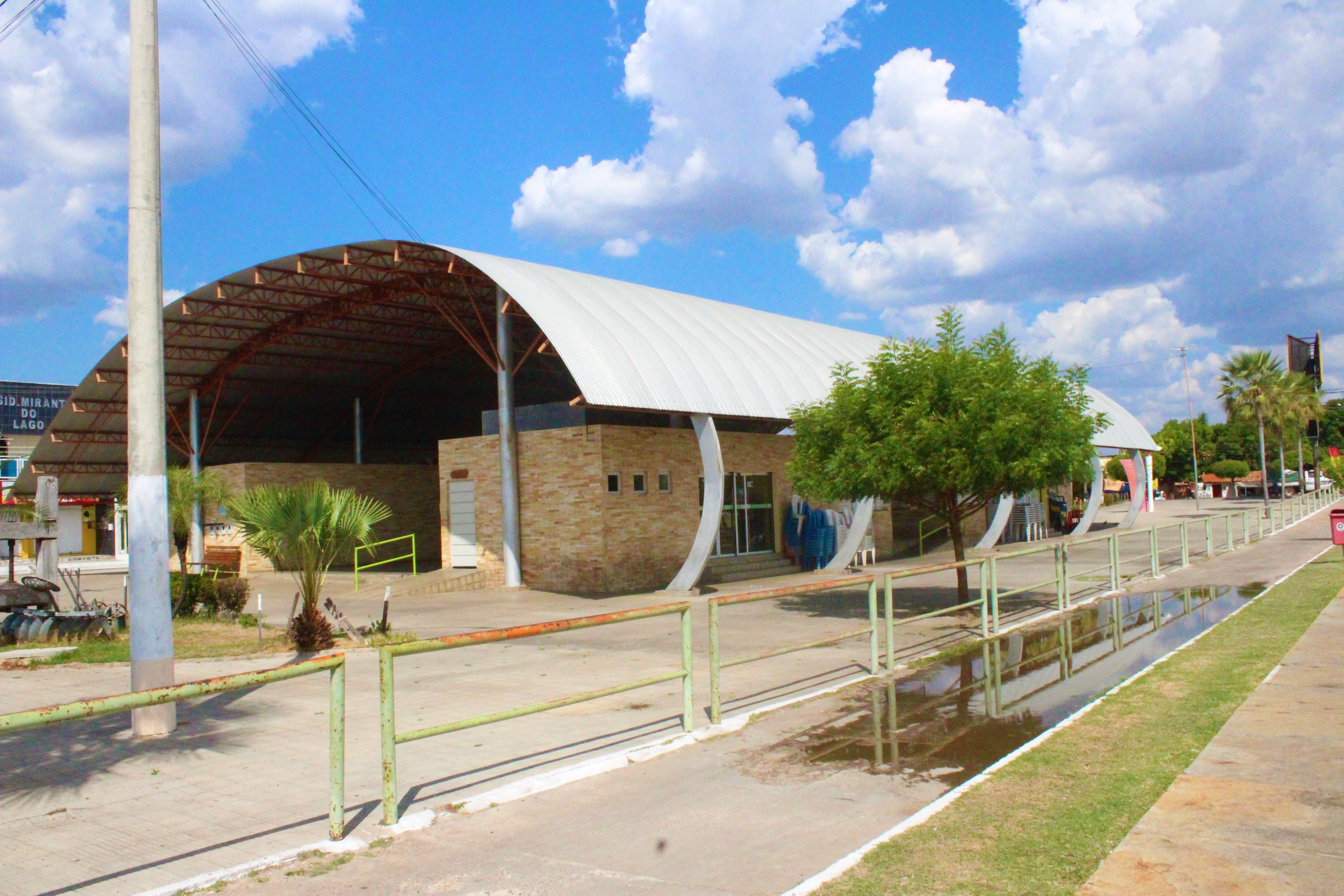